# The Scotts
A The Scotts az azonos nevű amerikai hiphop-duó kislemeze, melynek tagjai Travis Scott és Kid Cudi. 2020. április 24-én jelent meg a Wicked Awesome, az Epic Records és a Cactus Jack kiadókon keresztül. Többször is közreműködött már korábban a két előadó, Scott Through the Late Night dalán és a Way Backen a Birds in the Trap Sing McKnight (2016) albumról, a Stop Trying To Be Godon az Astroworldről, illetve Cudi Baptized in Fire-jén a Passion, Pain & Demon Slayin’ (2016) albumról.
A dal első helyen debütált a Billboard Hot 100-on, amellyel Scott harmadik (a Sicko Mode és a Highest in the Room után) és Cudi első kislemeze lett, amely ezt elérte.

## Háttér
2020. április 23. és 25. között Travis Scott több virtuális koncertet is adott a Fortnite játékon keresztül. Itt debütált a kislemez. Ezen koncerteket több, mint 12 millióan látták. Április 23-án mutatták be az albumborítóját a kislemeznek. A cím utalás Travis Scott művésznevére és Kid Cudi keresztnevére. Az albumborítót Kaws készítette.

## Közreműködők
- Jacques Webster – vokál, dalszerző, komponálás, felvételek, co-producer
- Scott Mescudi – vokál, dalszerző, komponálás
- David Biral – dalszerző, komponálás, producer
- Denzel Baptiste – dalszerző, komponálás, producer
- Mike Dean – dalszerző, komponálás, master, keverés, co-producer
- Oladipo Omishore – dalszerző, komponálás, producer
- Patrick Reynolds – dalszerző, komponálás, producer
- Jimmy Cash – felvételek
- Ali Adel - videóklip vágása

## Slágerlisták
| Slágerlista (2020)                   | Legmagasabb pozíció |
| ------------------------------------ | ------------------- |
| Ausztrália (ARIA)                    | 4                   |
| Ausztria (Ö3 Austria Top 40)         | 5                   |
| Belgium (Ultratop 50 Flanders)       | 29                  |
| Belgium (Ultratop 50 Wallonia)       | 29                  |
| Brit kislemezlista (OCC)             | 11                  |
| Csehország (Singles Digitál Top 100) | 4                   |
| Dánia (Tracklisten)                  | 5                   |
| Észtország (Eesti Ekspress)          | 2                   |
| Finnország (Suomen virallinen lista) | 6                   |
| Franciaország (SNEP)                 | 2                   |
| Global 200 (Billboard)               | 183                 |
| Görögország (IFPI)                   | 1                   |
| Hollandia (Single Top 100)           | 18                  |
| Izland (Tonlist)                     | 10                  |
| Írország (IRMA)                      | 2                   |
| Kanada (Canadian Hot 100)            | 1                   |
| Lettország (Latvijas Top 40)         | 31                  |
| Litvánia (AGATA)                     | 2                   |
| Magyarország (Single Top 40)         | 12                  |
| Magyarország (Stream Top 40)         | 1                   |
| Malajzia (RIM)                       | 8                   |
| Németország (Official German Charts) | 8                   |
| Norvégia (VG-lista)                  | 5                   |
| Olaszország (FIMI)                   | 2                   |
| Portugália (AFP)                     | 1                   |
| Románia (Airplay 100)                | 45                  |
| Spanyolország (PROMUSICAE)           | 21                  |
| Svájc (Schweizer Hitparade)          | 3                   |
| Svédország (Sverigetopplistan)       | 8                   |
| Szingapúr (RIAS)                     | 13                  |
| Szlovákia (Singles Digitál Top 100)  | 2                   |
| US Billboard Hot 100                 | 1                   |
| US Hot R&B/Hip-Hop Songs (Billboard) | 1                   |
| US Mainstream Top 40 (Billboard)     | 31                  |
| US Rhythmic (Billboard)              | 8                   |
| US Rolling Stone Top 100             | 1                   |
| Új-Zéland (Recorded Music NZ)        | 2                   |

| Slágerlista (2020)                   | Pozíció |
| ------------------------------------ | ------- |
| Kanada (Canadian Hot 100)            | 77      |
| Svájc (Schweizer Hitparade)          | 95      |
| US Billboard Hot 100                 | 86      |
| US Hot R&B/Hip-Hop Songs (Billboard) | 38      |
| US Rhythmic (Billboard)              | 45      |

## Minősítések
| Régió                        | Minősítés       | Példányszám |
| ---------------------------- | --------------- | ----------- |
| Ausztrália (ARIA)            | Aranylemez      | 35 000      |
| Ausztria (IFPI Austria)      | Aranylemez      | 15 000      |
| Brazília (Pro-Música Brasil) | 2× Platinalemez | 80 000      |
| Dánia (IFPI Denmark)         | Aranylemez      | 45 000      |
| Egyesült Államok (RIAA)      | Platinalemez    | 1 000 000   |
| Egyesült Királyság (BPI)     | Ezüstlemez      | 200 000     |
| Franciaország (SNEP)         | Aranylemez      | 100 000     |
| Görögország (IFPI Greece)    | Platinalemez    | 2 000 000   |
| Kanada (Music Canada)        | 2× Platinalemez | 160 000     |
| Lengyelország (ZPAV)         | Platinalemez    | 20 000      |
| Mexikó (AMPROFON)            | Aranylemez      | 30 000      |
| Olaszország (FIMI)           | Aranylemez      | 35 000      |
| Portugália (AFP)             | Platinalemez    | 10 000      |
| Svájc (AFP)                  | Aranylemez      | 10 000      |
| Új-Zéland (RMNZ)             | Aranylemez      | 15 000      |